# Oskar Kraus (Philosoph)
Oskar Kraus, zeitgenössische Schreibweise meist Oscar, (* 24. Juli 1872 in Prag, Böhmen; † 26. September 1942 in Oxford) war ein böhmischer Philosoph.

## Leben
Oskar Kraus war der Sohn von Hermann Kraus und Clara Reitler-Eidlitz. Kraus konvertierte später vom jüdischen zum protestantischen Glauben. 1890 begann er ein Studium von Jura und Philosophie bei Friedrich Jodl und Anton Marty. Eine Einführung in das Denken von Franz Brentano erhielt Kraus durch Marty. 1895 wurde Kraus zum Doktor der Rechte promoviert, trat 1896 in die Finanzprokuratur ein und heiratete 1899 Bertha Chitz. 1902 habilitierte er sich in Philosophie. 1909 lehrt er als außerordentlicher Professor, 1911 vollzeitig, 1916 als ordentlicher Professor auf dem Lehrstuhl Martys. 1939 wurde er von den Deutschen beim Einmarsch in die Tschechoslowakei verhaftet und in ein Konzentrationslager gebracht; er wurde jedoch freigelassen und konnte nach Großbritannien flüchten. An der Universität Edinburgh hielt er 1941 Gifford Lectures. 1942 stirbt Kraus an Krebs.

## Werk
Kraus beschäftigte sich während des Ersten Weltkriegs mit ethischen Fragen über den Krieg und schrieb wichtige Werke auf dem Gebiet der Völkerrechtsliteratur.
Unter dem Einfluss von Brentano entwickelt Kraus eine apriorische Wertaxiomatik, welch er der marxistischen Werttheorie gegenüberstellt. Auf dem Gebiet der Wirtschaftsphilosophie wandte Kraus die psychologische Methode an und benutzt (neben seiner Wertaxiomatik) das Summierungsprinzip und den Hoffnungswert zur Chancenbewertung.
Auf dem Gebiet der Rechtslehre bekämpfte er Historismus und Positivismus unter Berufung auf die Rechtspflicht und der Pflicht überhaupt und entwickelt eine juristische Hermeneutik.
Bekannt war auch seine Kritik an der Relativitätstheorie, deren Inhalte er als Anhäufung von „Absurditäten“ (wie der Konstanz der Lichtgeschwindigkeit) und daraus konstruierter „mathematischer Fiktionen“ ansah.
Große Popularität erlangte Kraus mit seinem [h]umoristischen Epos aus dem Gymnasialleben, der Meyeriade, bestehend aus 24 Gesängen in Hexametern, die Kraus als erst Sechzehnjähriger „ursprünglich 1888 für die Kneipzeitung der 6. Klasse [= 10. Klasse in Deutschland und der Schweiz] des Graben-Gymnasiums [schrieb]“ und die „[s]chon drei Jahre später [...] der Reclam Verlag in Leipzig [...] für seine ‚Universalbibliothek‘ [übernahm].“ Laut Egon Erwin Kisch war die Meyeriade um die Jahrhundertwende 1900 und noch einige Zeit danach „neben dem ersten Teil des ‚Faust‘ und Schillers ‚Wilhelm Tell‘ [...] das weitestverbreitete Bändchen von Reclams Universalbibliothek“.

## Publikationen
- ΜΕΥΡΙΑΣ. Die Meyeriade. Humoristisches Epos aus dem Gymnasialleben. Reclam, Leipzig 1891, (= Reclams Universal-Bibliothek. 2980.) Zahlreiche Neuauflagen. Auch in: Heinrich Pleticha (Hrsg.): Piaristen und Gymnasiasten. Schülerleben im alten Prag. Vitalis-Verlag, o. O. [Furth i. Wald u. Prag] 2001 (= Bibliotheca Bohemica. 40.) ISBN 3-934774-40-7, S. 30–84. Ebd. S. 91–99 auch Der Meyeriade fünfundzwanzigster Gesang. Nach 35 Jahren, erstmals erschienen in Paul Nettls Alt-Prager Almanach (Die Bücherstube, Prag 1926).
- Das Bedürfnis. Ein Beitrag zur beschreibenden Psychologie, Leipzig 1894
- Zur Theorie des Wertes. Eine Bentham-Studie, Niemeyer, Halle a. d. Saale 1901
- Die Lehre von Lob, Lohn, Tadel und Strafe bei Aristoteles, Halle a. d. Saale 1905
- Die aristotelische Werttheorie in ihren Beziehungen zu den modernen Psychologenschule. In: Zeitschrift für die gesamte Staatswissenschaft. 61 (1905), 573-92.
- Über eine altüberlieferte Mißdeutung der epideiktischen Redegattung bei Aristoteles. Halle a. d. Saale 1905
- Neue Studien zur Aristotelischen Rhetorik, insbesondere über das genos epideiktikon. Halle a. d. Saale 1907
- Das Recht zu strafen. Eine rechtsphilosophische Untersuchung, Stuttgart 1911
- Platons Hippias Minor. Versuch einer Erklärung, Prag 1913
- Martys Leben und Werke. Eine Skizze. In: Josef Eisenmeier, Alfred Kastil und Oskar Kraus (Hrsg.): Anton Marty, Gesammelte Schriften. Bd. I, 1. Abteilung, Halle a. d. Saale 1916
- Der Krieg, die Friedensfrage und die Philosophen. Ein Vortrag, Prag 1917
- Franz Brentano. Zur Kenntnis seines Lebens und seiner Lehre, mit Beiträgen von Carl Stumpf und Edmund Husserl. München 1919
- Zur Debatte über die Gestaltpsychologie. Einige kritische Darlegungen, Lotos, Prag 69 (1921), S. 233–42.
- Offene Briefe an Albert Einstein und Max von Laue über die gedanklichen Grundlagen der speziellen und allgemeinen Relativitätstheorie, Wien 1925
- Der Machtgedanke und die Friedensidee in der Philosophie der Engländer Bacon und Bentham, Leipzig 1926
- Albert Schweitzer. Sein Werk und seine Weltanschauung, Berlin 1926/1929. engl.: His Work and his Philosophy, übers. v. E. G. McCalman, eingeführt v. A. D. Lindsay, London 1944
- Bertrand Russells Analyse des Geistes. In: Archiv für die gesamte Psychologie, 75 (1930), S. 289–314, auch in: Wege und Abwege der Philosophie, Vorträge und Abhandlungen von Oskar Kraus, Calve, Prag 1934, S. 37–61.
- 'Festschriftbeitrag in: Th. G. Masaryk zum 80. Geburtstag. Bonn 1930
- Wege und Abwege der Philosophie. Vorträge und Abhandlungen, Prag 1934
- Die Werttheorien. Geschichte und Kritik. Rohrer, Brünn / Wien / Leipzig 1937
- Grundzüge der Weltanschauung Thomas Garrigue Masaryks, 1937